# Zapotitlán de la Fuente
Zapotitlán de la Fuente är en ort i Mexiko.   Den ligger i kommunen Azoyú och delstaten Guerrero, i den sydöstra delen av landet, 300 km söder om huvudstaden Mexico City. Zapotitlán de la Fuente ligger 458 meter över havet och antalet invånare är 642.
Terrängen runt Zapotitlán de la Fuente är huvudsakligen kuperad, men söderut är den platt. Runt Zapotitlán de la Fuente är det ganska glesbefolkat, med 34 invånare per kvadratkilometer. Närmaste större samhälle är Azoyú, 2,3 km öster om Zapotitlán de la Fuente. Omgivningarna runt Zapotitlán de la Fuente är en mosaik av jordbruksmark och naturlig växtlighet.